# Heworth (York)
Heworth est une partie de la ville d'York dans le comté du Yorkshire du Nord (Angleterre) à environ 1,6 km au Nord-Est du centre de la ville. Le nom se réfère parfois à Heworth Village.

## Situation et données démographiques
L'habitat à Heworth varie des maisons mitoyennes le long d'East Parade en direction de Layerthorpe, aux grandes villas victoriennes sur Heworth Green, en passant par les maisons plus anciennes du village de Heworth et la villa Elmfield des années 1830, qui abrite le collège Elmfield, et les maisons jumelées des années 1930 sur Stockton Lane.
Heworth a connu un développement suburbain moderne, en particulier dans la zone périphérique de Heworth Without.
Heworth se divise en deux quartiers aux fins des élections locales : Heworth (y compris toutes les terres situées à l'intérieur des anciennes limites de la ville) et Heworth Without (à l'extérieur des anciennes limites de la ville). Heworth Holme est un espace ouvert populaire près du village de Heworth.
La population du quartier de Heworth au recensement de 2011 était de 13 725 habitants.

## Histoire
On sait très peu de choses sur l'histoire préhistorique de la région de Heworth, certains chercheurs pensent que la région était en grande partie une terre marécageuse. Le village est d'origine romaine et deux cimetières crématoires romains ont été trouvés dans la région. Heworth Green, la route qui relie le centre de York au village, se trouve sur le site d'une voie romaine.
Au début de la période médiévale, des enterrements contemporains ont eu lieu dans une zone similaire à celle des enterrements romains, au cours des Ve et  VIe siècles. Cependant, les preuves d'une implantation à Heworth durant cette période restent minimes.
Le village apparaît sous le nom de Heworde dans le Domesday Book, et sous celui de Hewud en 1219.

## Personnalités

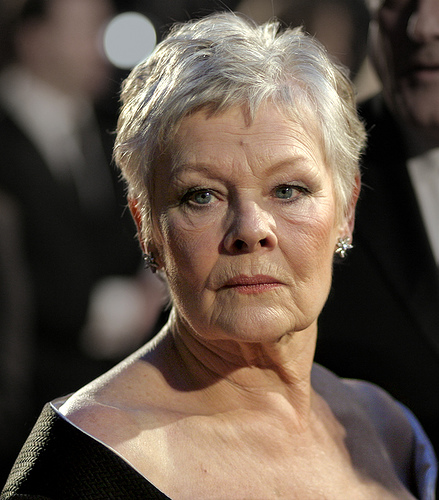
Judi Dench née à Heworth

- Barbara Ward
- Judi Dench

### Source
- (en) Cet article est partiellement ou en totalité issu de l’article de Wikipédia en anglais intitulé « Heworth, York » (voir la liste des auteurs).